# Bjurström AB Slipmaterial

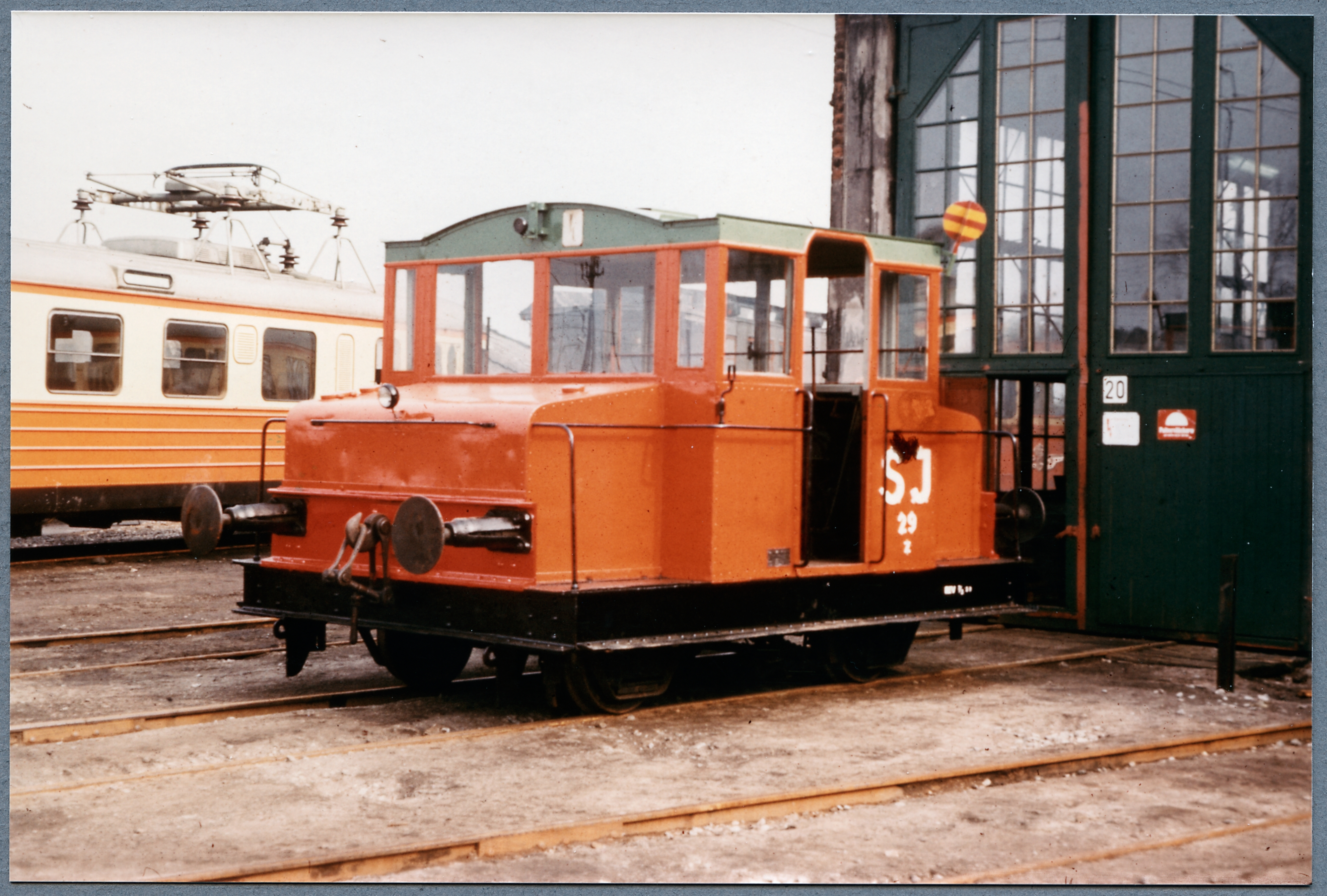
SJ Zm 29, 1932 von Bjurström AB Slipmaterial als Typ 8 mit Baunummer 115 gebaut

Das schwedische Unternehmen Bjurström AB Slipmaterial in Västervik entstand in den frühen 1900er Jahren aus der Aktiengesellschaft Slipmaterial, die hydraulische Schleifmaschinen produzierte.

## Geschichte
Da der Auftragseingang für Schleifmaschinen konjunkturabhängig war, nutzte Ingenieur Lambert Bjurström Mitte der 1920er Jahre bei niedrigem Auftragseingang in der Schleifmaschinenfabrik Personal und Räume zum Bau der in seinem Hause entwickelten und konstruierten Motorlokomotiven. Diese Lokomotiven – Rangiertraktoren oder Kleinlokomotiven – waren besonders gut für den Rangierdienst auf Bahnhöfen und in Industrieanlagen geeignet.
Im Prinzip beruhten Bjurströms Lokomotiven auf einem Ford-Motor (üblicherweise aus der Fordson-Traktoren-Serie). Die erste Bjurström-Maschine war ein Schmalspur-Rangiertraktor mit einer Spurweite von 600 mm, geliefert 1925 an Westerviks Pappersbruks AB in Västervik. 1926 folgte die erste Normalspur-Kleinlok für Statens Järnvägar (SJ).
Zu den Kunden in den späten 1920er Jahren zählten unterschiedlichen Organisationen und Unternehmen wie die Det kongelige skånske Husarregiment in Helsingborg, Mellersta Sveriges Sockerfabrik AB in Lidköping und Björneborgs Jernverk AB in Björneborg.
Baunummer 50, die 1929 ebenfalls an die Eisenhütte in Björneborg geliefert wurde, existierte noch im Jahr 2003. Allerdings war bis dahin der Motor bereits mehrfach ausgetauscht worden.
Für den Betrieb der Fährverbindung Bergkvara–Mörbylånga wurde der im Eigentum der Zuckerfabrik Mörbylånga stehende, 1930 gebaute, schmalspurige Lokomotor 8 1953 von 891 mm auf Normalspur umgebaut.
1932 exportierte Bjurström zwei Rangiertraktoren nach Dänemark zur Hillerød-Frederiksværk-Hundested Jernbane (HFHJ), die dort als HFHJ T 1 und HFHJ T 2 bezeichnet wurden. Die meisten Bjurström-Lokomotiven liefen jedoch in Schweden. Bis zur Einstellung der Produktion im Jahr 1947 wurde 278 Lokomotiven gebaut. Die letzte Lok wurde an die Aktiebolaget Gullhögens Bruk in Skövde geliefert. Sie war bis zur Verschrottung 1965 im Einsatz.
Mehrere Bjurström-Lokomotiven hatten eine wesentlich längere Lebensdauer. SJ Z49 192, 1947 als Baunummer 276 an die SJ geliefert, war bei den Staatsbahnen bis 1961 im Einsatz. Dann wurde die Maschine an Forsbacka Järnverk in Forsbacka verkauft. Nach einer wechselvollen Karriere bei verschiedenen Unternehmen kam die Lok 1988 zur Föreningen Nynäshamns Järnvägsmuseum in Nynäshamn.
Weiter sind heute etwa 40 Bjurström-Lokomotiven vorhanden, von denen einige noch im regulären Betrieb stehen.